# 음력 3월 22일
음력 3월 22일은 음력 3월의 22번째 날이다.

## 사건
- 1413년 - 태조실록이 완성되다.

## 문화
- 1954년 - 인하공과대학 개교.
- 1997년 - 청주국제공항 개항.

## 탄생
- 1991년 - 대한민국의 배우 안은진.

## 사망
- 1426년 - 경신공주.

## 같이 보기
- 음력 360일: 1월 2월 3월 4월 5월 6월 7월 8월 9월 10월 11월 12월
- 전날:3월 21일 다음날:3월 23일 - 전달:2월 22일 다음달:4월 22일
- 양력:3월 22일
- 음력, 윤달